# Ca l'Iglesias
Ca l'Iglesias és una obra d'Osor (Selva) inclosa a l'Inventari del Patrimoni Arquitectònic de Catalunya.

## Descripció
És un edifici aïllat de tres plantes i coberta de doble vessant a laterals situada prop de l'església de Santa Creu d'Horta, en plena serra de les Guilleries, sobre la riera de la Grevolosa. És una casa de grans dimensions, i inclou a la part dreta les restes d'unes instal·lacions industrials relatives a feines forestals. Les façanes són arrebossades a excepció de les cadenes cantoneres i dels marcs de les obertures, que mostren la pedra.
La façana principal consta de tres crugies. A la planta baixa hi ha, a més d'un sòcol pintat de color blau clar, dues finestres emmarcades de pedra granítica i un portal adovellat de mig punt, també emmarcat de grans blocs de pedra escairats. El primer pis mostra tres finestres amb balcons, de les quals la central és la més ampla i gran. El segon pis consta de dues finestres quadrades i una central formada per tres arcs de mig punt i dues columnetes prismàtiques amb capitell motllurat senzillament i impostes igualment marcades. El ràfec de la cornisa està format per tres fileres de rajola, una d'elles amb forma de dent de diamant.
Pel que fa als interiors, estan sostinguts amb cobertes de bigues de fusta. Els pisos superiors estan en relatiu mal estat de conservació i els llogaters viuen a la planta baixa, aïllats del món i en plena natura. La part adossada a ponent, dependències de treball, està enderrocada i només en resten les parets mestres. Es tracta d'una estructura de maçoneria i rajola, de forma rectangular amb grans arcades de rajol de mig punt amb les impostes marcades. Hi ha cinc arcades al costat llarg i una als costats curts.

## Història
Aquesta casa està datada, en la seva forma actual, del segle xix. Malgrat això, la casa està documentada des del segle xiii. El primer hereu i propietari documentat és un tal Pere Iglésies, a l'últim terç del segle xiii. La propietat ha continuat en mans de la mateixa família fins a l'actualitat. Encara és propietat de la família Iglésies, de Santa Coloma de Farners. Actualment, després de restar uns anys deshabitada, està llogada a una família belga.
Ca l'Iglésies, amb el Sobirà de Santa Creu, és una de les grans propietats de la parròquia de Santa Creu d'Horta.
A la rodalia de la casa hi ha dos arbres monumentals; el pi i el roure de Ca l'Iglésies.